# 中村正夫
中村 正夫（なかむら まさお、1924年（大正13年）7月6日 - 2014年（平成26年）3月2日）は、日本の実業家、元北陸電気工業社長。

## 略歴
京都府出身。趣味は、読書・謡曲。
1949年（昭和24年）、立命館大学専門部卒業。
1953年（昭和28年）、北陸電気工業入社。
1960年（昭和35年）、同社代表取締役就任。
1970年（昭和45年）、同社常務取締役就任。
1978年（昭和53年）、同社専務取締役就任。
1979年（昭和54年）、同社代表取締役副社長就任。
1981年（昭和56年）、同社代表取締役社長就任。
2014年3月2日、心不全で死去、89歳没。

## 参考
- 交詢社 第69版 『日本紳士録』 1986年